# Blaque
Blaque (v tujini pod imenom Blaque Ivory) je ameriška R&B skupina. Sestavljajo jo pevke Natina Reed, Shamari fears in Brandi Williams. Poleg glasbenega udejstvovanja so članice nastopile tudi v filmih Bring it on in Honey.

## Albumi
- Blaque (1999)
- Blaque out (2002)
- Torch (2008)
- Beauty (2009)